# Paul Wertico
Paul Wertico (Chicago, 5 gennaio 1953) è un batterista statunitense.

## Biografia
Nel 1983 entra a far parte del Pat Metheny Group (con il quale vincerà sette Grammy Award) dove rimane fino al 2001. A febbraio del 2001 lascia il gruppo per dedicarsi alla famiglia e seguire i suoi altri interessi musicali. Negli ultimi anni Wertico ha continuato a suonare, ha creato il Paul Wertico Trio e ha collaborato con musicisti come: Larry Coryell, Kurt Elling e Jeff Berlin. Dal 2000 al 2007 è stato membro del gruppo di rock progressivo polacco SBB. Il suo primo CD da leader è intitolato The Yin and the Yout.
Nel 1998 registra un CD dal vivo con il Paul Wertico Trio, intitolato Live in Warsaw con il chitarrista John Moulder e il bassista Eric Hochberg. Nel 2000 con lo stesso gruppo registra un altro album intitolato Don't Be Scared Anymore e nel 2004 Wertico incide StereoNucleosis.

## Paul Wertico e il Pat Metheny Group
Il Pat Metheny Group è il gruppo che effettivamente porta al successo Wertico e proprio con il gruppo di Metheny infatti che Paul affina la sua tecnica e comincia a lavorare sull'uso dei piatti che diventerà poi una sua caratteristica. Nonostante provenga da generi musicali diversi Wertico entra subito in armonia con il gruppo di Pat Metheny diventando un elemento fondamentale della formazione e un punto di riferimento per i batteristi che lo sostituiranno.